# World Heroes
World Heroes (ワールドヒーローズ?, Wārudo Hīrōzu) è un videogioco arcade picchiaduro a incontri prodotto nel 1992 dalla software house giapponese Alpha Denshi per il sistema Neo Geo, e poi convertito anche per le console Neo Geo CD, Super Nintendo e Mega Drive. Tutti i personaggi in esso presenti sono ispirati da figure o eventi storici realmente esistiti.
Uscito nel periodo di maggior successo dello storico Street Fighter II: The World Warrior, il gioco ha avuto un buon seguito ma non in quantità eccezionale.

## Trama
In un lontano futuro, il Dr. Sugar Brown, un rinomato e famoso scienziato, è determinato a scoprire chi sia il combattente più forte della storia e ha fatto di tutto per ottenere la risposta alla sua domanda. Usando una macchina del tempo da lui costruita, il Dr. Brown ha riunito diversi guerrieri leggendari provenienti da tutti i secoli. Ogni combattente si sfida in un torneo di combattimento uno contro uno/death match organizzato dal Dr. Brown. Il torneo serve a determinare chi sia il combattente più forte della storia. Il Dr. Brown, o i combattenti partecipanti, non si rendono conto che una minaccia sconosciuta li sta segretamente osservando durante il torneo e che questo avversario potrebbe facilmente mettere in pericolo loro e il resto del mondo.

## Modalità di gioco
World Heroes si controlla con tre dei quattro pulsanti ("A" per i pugni, "B" per i calci e "C" per le proiezioni) utilizzati insieme a un joystick a otto direzioni. I pugni e i calci hanno due livelli, debole e forte. Per ottenere ciascuna forza con soli due pulsanti, i pulsanti A e B devono essere premuti brevemente per i deboli e più a lungo per i forti. Questa stessa meccanica può essere eseguita anche con mosse speciali. Il pulsante di proiezioni C, se sufficientemente vicino all'avversario, afferra e lancia l'avversario attraverso il livello; tuttavia, se si tiene premuto il joystick nella direzione opposta al momento giusto, l'avversario viene lanciato nella direzione opposta. Il titolo ha introdotto alcune abilità esclusive di alcuni personaggi che sono state utilizzate in diversi picchiaduro successivi, come il salto multiplo con Hanzou e Fuuma e il lancio di proiettili dall'alto con Rasputin.
Ci sono otto personaggi giocabili nel roster e due diverse modalità di gioco tra cui i giocatori possono scegliere. In "Normal Game", i giocatori devono sconfiggere gli altri sette personaggi giocabili in ordine casuale, per poi affrontare il boss finale Geegus (scritto erroneamente "Gee Gus" nelle versioni localizzate in inglese), il tutto utilizzando il personaggio scelto. Se il giocatore sconfigge un avversario, passa al successivo. Dopo la terza battaglia, ha un round bonus per scolpire un blocco di pietra in una statua in dieci secondi con colpi ripetuti. Dopo la sesta battaglia, ha un altro round bonus per rompere i vasi che cadono in dieci secondi prima che tocchino terra.
"Death Match" funziona come la modalità sopra descritta, ma con una differenza. I giocatori combatteranno su un ring con pericoli ambientali come barriere elettriche, muri chiodati, pozze d'olio e altri che i giocatori devono evitare durante il combattimento. I giocatori possono anche costringere i loro avversari a sfidare i pericoli ambientali a proprio vantaggio. Inoltre, a differenza della suddetta modalità, in cui i combattimenti si svolgono in varie location, tutti gli incontri death match si svolgono in un'arena chiusa, simile a quella del pugilato, e si svolgono di fronte a un pubblico dal vivo.

## Personaggi
- Hanzo (ispirato a Hattori Hanzō) – Ninja dell'epoca Sengoku giapponese. È in grado di effettuare, una volta in salto, un ulteriore salto prendendosi lo slancio nel vuoto.
- Fuuma (ispirato a Kotarō Fūma) – Storico rivale di Hattori Hanzō, Fuuma è anch'esso un ninja  dell'epoca Sengoku giapponese con il medesimo set di mosse.
- Dragon (ispirato a Bruce Lee) – Cinese esperto di Jeet Kune Do e attore allo stesso tempo, è un lottatore forte ed agile ma privo di una mossa speciale che permetta di colpire a distanza. È l'unico personaggio in grado di prendersi lo slancio per un ulteriore salto sul fondo dello schermo. Nei sequel del gioco appare con nazionalità sudcoreana.
- J.Carn (ispirato a Gengis Khan) – Potente guardia del condottiero mongolo Gengis Khan, Carn viene affrontato in una steppa con dei nomadi mongoli presenti ad assistere al combattimento.
- Brocken (ispirato alla Germania nazista) – Brocken è un cyborg anacronistico in grado di allungare i propri arti meccanici e di lanciare missili.
- Janne (ispirato a Giovanna d'Arco) – Cavaliere femmina del Medioevo, Janne è armata di spada ed è dotata di una buona agilità.
- Rasputin (ispirato a Grigorij Efimovič Rasputin) – Alchimista russo del XIII secolo, Rasputin è in grado di emanare energia da mani e piedi riuscendo a colpire a distanza; inoltre ha una notevole sospensione nell'aria.
- Muscle Power (ispirato a Hulk Hogan) – Wrestler statunitense.
- Geegus – Lottatore non selezionabile, è l'ultimo avversario da sconfiggere; lo si affronta in una stazione spaziale. Esteticamente è ispirato al T-1000 del film Terminator 2 - Il giorno del giudizio, ed è in grado di mutarsi in uno qualsiasi degli otto personaggi selezionabili del gioco.

## Accoglienza
In Giappone, la rivista Game Machine elencò World Heroes nel numero del 1º settembre 1992 come la terza unità arcade di maggior successo del mese. Allo stesso modo, RePlay riportò che era il gioco arcade più popolare in Nord America.
Sinclair User e Computer and Video Games diedero al titolo una diversa percentuale: il primo l'81% mentre il secondo il 74%. Al momento del lancio sul mercato domestico, Famitsū assegnò alla versione Neo Geo un punteggio di 22 su 40. I due recensori di GameFan invece hanno assegnato il 92% e del 90%. Uno dei due afferma "che NON è solo un altro clone di Street Fighter II: The World Warrior", elogiando le mosse e i personaggi "completamente nuovi" e "unici", e "l'aggiunta di armi del Death Match". L'altro lo definisce "un grande gioco di combattimento" che rivaleggia con il noto capolavoro della Capcom ed è "superato solo da Art of Fighting".
Electronic Gaming Monthly ha dato alla versione Sega Mega Drive un 26 su 50, commentando che "La versione SNES era una buona riproduzione dell'originale Neo Geo, ma questa è completamente sbagliata! L'azione è incredibilmente lenta (e un po' frammentata) e le voci sono orribili!" GamePro ha criticato anche la versione Genesis, citando l'azione lenta, la grafica mediocre, il sonoro scadente e l'incompetenza dell'avversario. Nel 2018, Complex ha classificato World Heroes al 62° posto nella loro classifica de "I migliori giochi per Super Nintendo di tutti i tempi".

## Serie
- World Heroes 2 (1993)
- World Heroes 2 Jet (1994)
- World Heroes Perfect (1995)